# Élections législatives jamaïcaines de 1962
Les élections législatives jamaïcaines de 1962 ont lieu le 10 avril 1962 afin de renouveler les 45 membres de la Chambre des représentants de la Jamaïque.
Elles sont remportées par le Parti travailliste de Jamaïque, qui gagne 26 sièges sur 45. La participation est de 72,9 %.

## Mode de scrutin
La Chambre des représentants est la chambre basse du Parlement de Jamaïque. Elle est composée de 45 sièges pourvus pour cinq ans au scrutin uninominal majoritaire à un tour dans autant de circonscriptions uninominales.

## Résultats
|                           |                                      |         |       |      |        |               |  |  |  |
| Parti                     | Parti                                | Voix    | %     | +/–  | Sièges | +/–           |  |  |  |
|                           | Parti travailliste de Jamaïque (JLP) | 288 130 | 50,04 | 5,73 | 26     | 10            |  |  |  |
|                           | Parti national du peuple (PNP)       | 279 771 | 48,59 | 6,20 | 19     | 10            |  |  |  |
|                           | Parti politique du peuple (PPP)      | 4 955   | 0,86  | Nv   | 0      | en stagnation |  |  |  |
|                           | Indépendants                         | 2 923   | 0,51  | 0,49 | 0      | en stagnation |  |  |  |
|                           |                                      |         |       |      |        |               |  |  |  |
| Suffrages exprimés        | Suffrages exprimés                   | 575 779 | 98,18 |      |        |               |  |  |  |
| Votes blancs et invalides | Votes blancs et invalides            | 4 738   | 0,82  |      |        |               |  |  |  |
| Total                     | Total                                | 580 517 | 100   | –    | 45     | en stagnation |  |  |  |
| Abstentions               | Abstentions                          | 216 023 | 27,12 |      |        |               |  |  |  |
| Inscrits / participation  | Inscrits / participation             | 796 540 | 72,88 |      |        |               |  |  |  |